# 최정호 (디자이너)
최정호(崔正浩, 1916년~1988년)는 한글 타이포그래피 디자이너이다. 명조체, 고딕체 등의 글꼴을 개발하였다.
충청북도 영동군 추풍령면에서 태어났다. 서울 교동공립보통학교(지금의 교동초등학교)을 졸업하여 경성제일공립고등보통학교(지금의 경기고등학교)를 졸업하였다.
한글에서 가장 비중이 높은 서체인 명조체, 고딕체를 개발하였으며, 이 외에 삼화인쇄와 동아출판사, 그리고 대부분의 인쇄소에서 활자체를 개발하는 데 활약했다. 그는 타이포그래픽에서 활약한 공로로 대한출판인쇄기념상을 받았으며, 그의 서체는 아직까지 다양하게 사용되고 있다. 양대 라이벌로 최정순과, 이임풍이 있었다.

## 개발 글꼴
- 삼화인쇄체
- 보진재 고딕
- 동아출판사체
- 견출고딕
- 견출명조
- 극세고딕